# Stadio Víctor Agustín Ugarte
L'Estadio Víctor Agustín Ugarte (conosciuto anche come Estadio Mario Mercado Vaca Guzmán) è uno stadio di calcio situato nella città di Potosí, in Bolivia; si trova una quota di 3 960 m s.l.m.
Nel 2002, in occasione della prima partecipazione del Real Potosí alla Coppa Libertadores, furono investiti 3,5 milioni di dollari per riammodernare le strutture e i servizi dello stadio e renderli conformi ai criteri richiesti dalla CONMEBOL per la partecipazione al torneo.
L'impianto aveva una capienza originale di circa 7 000 posti, questa fu ampliata a circa 14 000 in occasione della ristrutturazione del 2002, in seguito ulteriori lavori di ampliamento hanno portato a superare una capienza di 30 000 posti.
Nel 2010, in previsione dell'incontro valevole per la Coppa Libertadores 2010 tra Real Potosí e Cruzeiro, lo stadio è stato sottoposto nuovamente a lavori di ristrutturazione.